# Нюхча (Архангельська область)
Нюхча (рос. Нюхча) — присілок в Пінезькому районі Архангельської області Російської Федерації.
Населення становить 196 осіб. Входить до складу муніципального утворення Нюхченське муніципальне утворення.

## Історія
Від 1937 року належить до Архангельської області.
Орган місцевого самоврядування від 2004 року — Нюхченське муніципальне утворення.

## Населення
| 2002 | 2010 | 2012 |
| ---- | ---- | ---- |
| 189  | ↘163 | ↗196 |